# Orange Egipto
Orange Egipto (anteriormente conocida como Mobinil), conocida como Orange y legalmente Orange Egypt for Telecommunications, S. A. E., es un operador de telefonía móvil en Egipto perteneciente al grupo Orange. Se había fundado con su anterior nombre en 4 de marzo de 1998. Mobinil fue la primera empresa de telecomunicaciones en recibir en Egipto y el Oriente Medio el certificado ISO 14001. Renovaría el certificado por otros cinco años más consecutivos.

## Cuota de mercado
Mobinil llegó a tener 19 millones de suscriptores para septiembre de 2008.

## Red y cobertura
Orange Egipto llega a poseer para 2016:
- 4299 sitios
- 36 interruptores
- 4503 estaciones base para móviles con:
  - 1. Cancelador de eco integrado en todos los interruptores
  - 2. Mejoramiento en claridad de voz por código EFR
  - 3. Antenas de última generación

Orange Egipto extiende sus servicios de red a:
- Estaciones subterráneas, después de haberse instalado en ellas 17 micro estaciones base para abarcar la ciudad de El Cairo.
- Túnel cairota de Al Azhar.
- La cobertura se extiende a más del 99% de la población egipcia.
- Orange tiene acuerdos de itinerancia con 348 operadores en 135 países.
- Orange tiene acuerdos de itinerancia con Estados Unidos y Canadá, así como operadores sin GSM en América del Sur, con extensiones de servicios a países como Argentina, Brasil, Perú y Filipinas, por nombrar algunos pocos.
- Orange Egipto ofrece itinerancia con operadores de satélites como Al-Thuraya.

## Cambios hasta 2016
El 21 de septiembre de 2011 se nombró a Yves Gauthier como nuevo director ejecutivo (CEO) de Mobinil, un cambio que entró en vigor el 15 de noviembre del mismo año. Esto siguió a la renuncia de Hassan Kabbani.
Orange anunció el 13 de febrero de 2012 su intención de adquirir la principal cuota del magnate Sawiris en Mobinil por cerca de $ 2 mil millones, con lo que sería el final de la larga disputa entre los principales accionistas de la compañía.
Orange adquirió el 27 de mayo de 2012 el 94 por ciento de Mobinil. Compró también la mayor parte de las acciones de Mobinil que aún no poseía del socio accionista de la compañía, la Orascom Telecom Media and Technology (OTMT) de Sawiris, al ejecutar la compra de 93,9 millones de acciones de las 100 millones pendientes de pago a un precio acordado previamente de E£ 202,5 cada una, por un valor total de transacción de E£ 19 mil millones ($ 3 150 millones). Sawiris acordó mantener una participación del 5 por ciento en Mobinil.
En febrero de 2015 se llegó a alcanzar un acuerdo entre Orange y OTMT, en donde esta —entonces titular del 5% de las acciones de Mobinil— vendió todas sus acciones y derechos de voto en la sociedad a Orange SA, elevando así la propiedad de Orange en Mobinil al 98,92%.
El 8 de marzo de 2016 se refundó oficialmente la marca de Mobinil a Orange.